# Eriophyllum mohavense
Eriophyllum mohavense là một loài thực vật có hoa trong họ Cúc. Loài này được (I.M.Johnst.) Jeps. mô tả khoa học đầu tiên năm 1925.